# Johan Meens
Johan Meens (Hombourg, 7 luglio 1999) è un ciclista su strada belga che corre per il team Wagner Bazin WB.

## Palmares

### Altri successi
- 2023 (Bingoal WB)

Classifica scalatori Giro di Vallonia

## Piazzamenti

### Classiche monumento
- Giro delle Fiandre

2024: ritirato
- Liegi-Bastogne-Liegi

2022: ritirato
2023: 104º
2024: 74º
2025: 111º